# Skirgaila
Ivan Casimir Skirgaila (in latino Schirgalo; in polacco Skirgieło; in bielorusso Скіргайла?; 1354 – Kiev, 11 gennaio 1397)  fu reggente del Granducato di Lituania in vece del fratello Jogaila dal 1386 al 1392. Era uno dei figli di Algirdas, granduca di Lituania, e della sua seconda moglie Uliana di Tver'.
Dopo l'unione tra Polonia e Lituania, ottenne la carica di luogotenente reale e i possedimenti di Trakai e Polack.

## Biografia

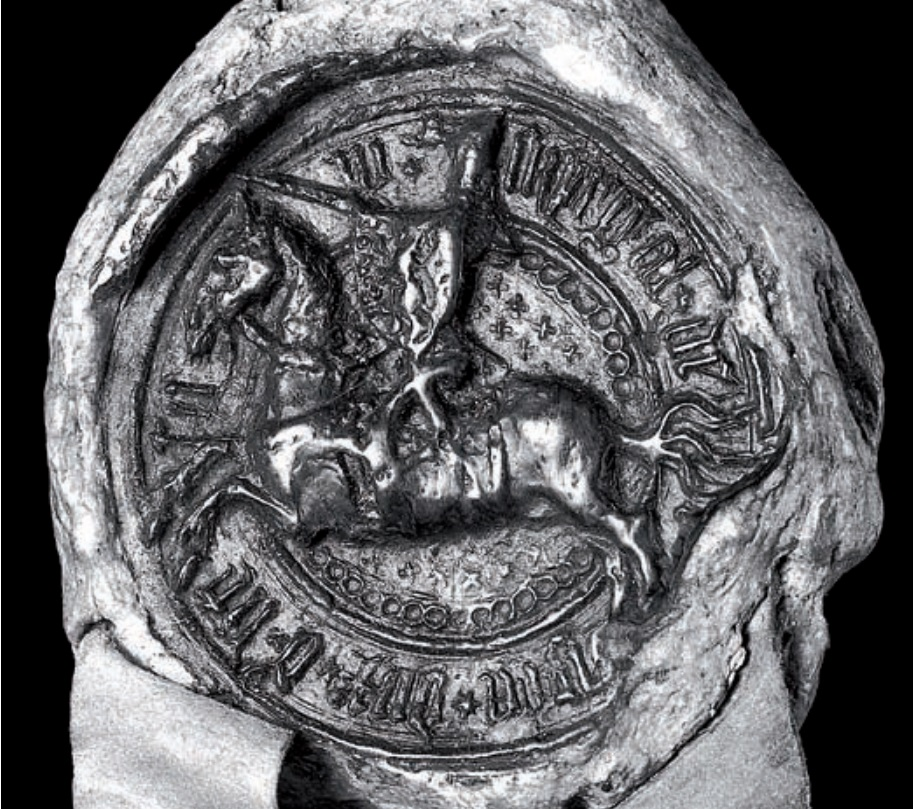
Sigillo di Skirgaila, 1382

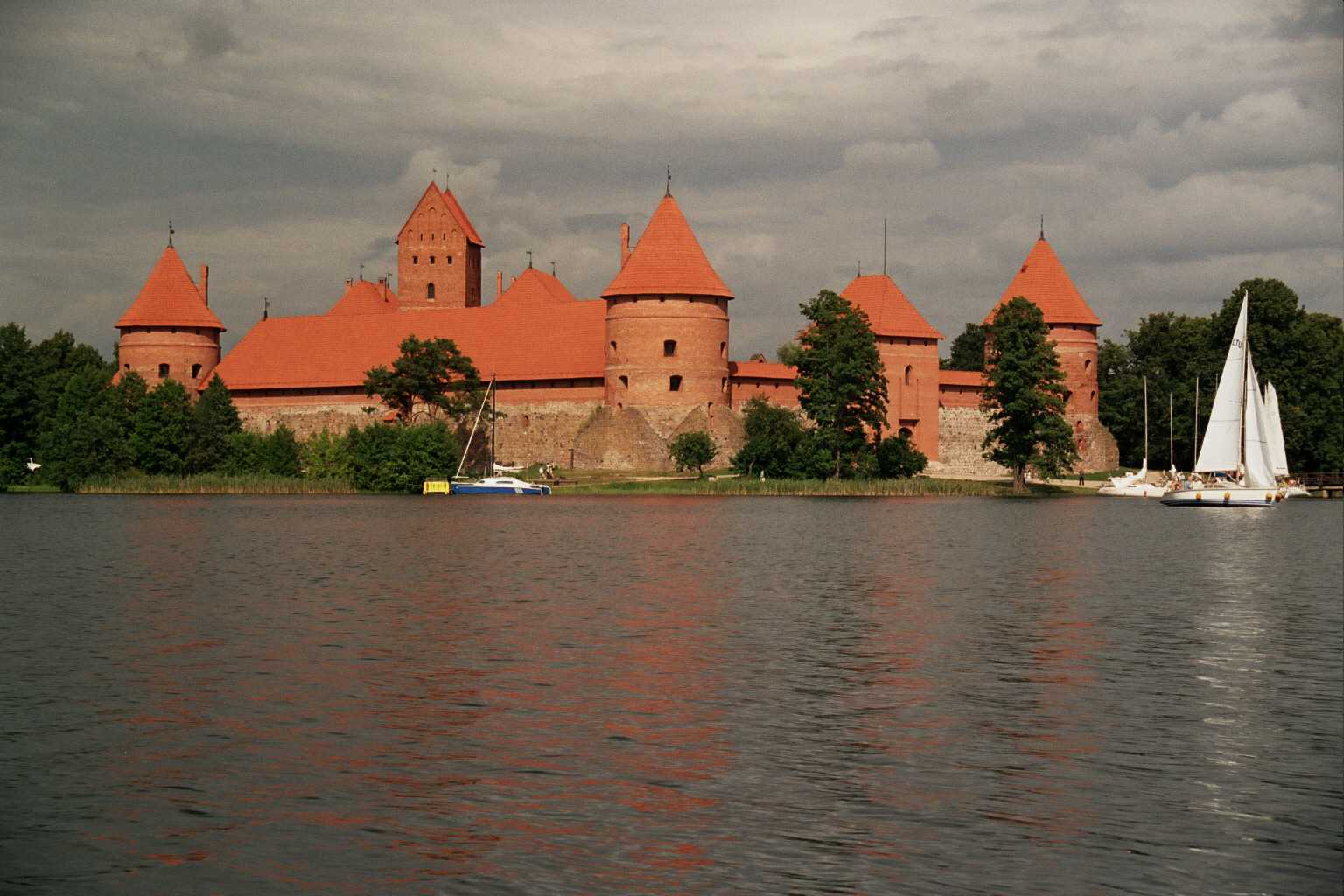
Castello di Trakai, luogo di residenza di Skirgaila per un decennio

Dopo la morte di Algirdas nel 1377, Jogaila acquisì il potere in Lituania. Si ritiene che le controversie dinastiche presto scoppiate tra lui, suo zio Kęstutis e suo cugino Vitoldo furono in gran parte istigate da Skirgaila. Si ha notizia di alcuni suoi viaggi nello Stato monastico dei cavalieri teutonici nel 1379, solo un anno prima della firma del controverso trattato di Dovydiškės. Skirgaila, principale sostenitore di suo fratello Jogaila, lo aiutò a imprigionare sia Kęstutis che Vitoldo nel castello di Krėva durante la guerra civile lituana (1381-1384). Alcuni storici ipotizzano che la morte di Kęstutis dopo una settimana di prigionià sia stata in realtà un assassinio compiuto da Skirgaila di concerto con Jogaila e, per il servizio prestato, fosse stato poi ricompensato con il Ducato di Trakai.
Quando Jogaila si mosse per compiere i passi che avrebbero portato all'Unione di Krewo, Skirgaila fu attivamente coinvolto nei negoziati e guidò persino una missione diplomatica in Polonia. I negoziati ebbero buon esito e Jogaila sposò Edvige d'Angiò, dopo aver abbracciato il cristianesimo, per poi venire incoronato re di Polonia nel 1386. Da quel momento, negli atti diviene noto come Ladislao II Jagellone; uno dei primi atti compiuti riguardò la nomina, il 13 marzo 1386, di Skirgaila come governatore in Lituania. Questi fu incaricato di agire non solo in sua vece, ma anche per conto della regina Edvige e della corona polacca.
Una volta divenuto sovrano della Lituania, Skirgaila dovette trattare con suo fratello maggiore Andrej, il quale ancora rifiutava di accettare l'autorità di Ladislao II come granduca. Per eseguire un simile compiuto, decise innanzitutto di sconfiggere Svjatoslav II di Smolensk, principale alleato di Andrej, in una battaglia avvenuta sul fiume Vichra vicino a Mscislaŭ il 29 aprile 1386. Durante lo scontro, Sviatoslav perse la vita e il figlio di quest'ultimo, Jurij, dovette accettare la sovranità dei lituani sulla città in cambio del trono principesco. A seguito di tale vittoria, Skirgaila si diresse a Polack, ma la sua prima spedizione, avvenuta nell'ottobre del 1386, ottobre non ebbe successo. Fu la successiva, quella del marzo 1387, che portò alla cattura e all'uccisione di Andrej e di suo figlio Simeone. Il mese successivo Skirgaila ricevette Pokock e promise di nuovo fedeltà a Ladislao II Jagellone, Edvige e alla corona polacca, promettendo inoltre di restituire le terre del Granducato al fratello sua terra in caso di morte senza eredi. Il territorio amministrato da Skirgaila era molto vasto (esso comprendeva parte delle odierne Lettonia, Lituania, Ucraina, Bielorussia, Russia e Polonia) e si estendeva da regioni periferiche alla capitale Vilnius. Il 20 febbraio 1387 Ladislao II decise di elevare Skirgaila al di sopra degli altri nobili lituani ed estese la sua autorità sulla Rutenia (incluse dunque le importanti Minsk e Krėva.
Nel 1389 scoppiò una nuova guerra civile, ma dopo aver mancato la conquista Vilnius dovette chiedere aiuto ai cavalieri teutonici. Nel 1392 Ladislao II e Vitoldo firmarono il trattato di Astrava: in esso si riconosceva la nomina del secondo come reggente del primo nel Granducato di Lituania. Il Ducato di Trakai fu inoltre restituito a Vitoldo, in quanto già posseduto prima che finisse in mano a Skirgaila.
Per compensare la rimozione dall'incarico e la perdita dei feudi, Skirgaila ricevette una parte della Volinia e poi Kiev dal 1395. Le circostanze che circondano la sua morte non sono del tutto chiare (morì forse avvelenato nel 1397), ma è noto che fu sepolto nel Monastero delle Grotte di Kiev.

### Religione e giudizio storiografico
Gli storici sono divisi sul carattere di Skirgaila, in considerazione del peso delle responsabilità che gravavano sulle sue spalle. Molti seguono il crudo ritratto fornito da Jan Długosz di un uomo audace, provocatorio, con una notevole destrezza manuale e una lingua tagliente: essendo inoltre incline ad ubriacarsi, arrivava al punto di poter ferire amici e servitori. Egli era temuto per la sua crudeltà, avendo giustiziato o mutilato molti di coloro che si erano scontrati con lui, anche solo verbalmente. Nonostante una simile temibile reputazione, lo si è spesso tacciato di essere incompetente e indegno del ruolo assegnatogli da Ladislao II: Długosz era invece di avviso contrario e riproponeva le sue abilità come negoziatore nel 1384 e nel 1385 in Polonia. Ladislao II non vide in Skirgaila solo la lealtà: come riporta infatti anche lo storico polacco, la sua capacità di contrattazione era risaputa e, inoltre, Vitoldo sembrava temerlo, forse per l'appoggio di cui godeva tra i ruteni per via della sua conversione all'ortodossia.
La fede di Skirgaila, tuttavia, limitava la sua efficacia come governatore. Sempre secondo Długosz, Ladislao II lo esortò a convertirsi, ma la coscienza di Skirgaila era meno flessibile di quella di Vitoldo: egli rispose che lo avrebbe fatto solo se avesse abitato a Roma. Vitoldo, furioso per il ruolo di seconda fascia che il cugino gli aveva consegnato, si trovava in un'ottima posizione per ottenere il favore della nobiltà cattolica. Nel 1389 i suoi rapporti con Skirgaila erano già compromessi, tanto che il re polacco fu costretto a intervenire.

## Ascendenza
|                       |                    |                          | Genitori              |  |  | Nonni |  |  | Bisnonni |  |  | Trisnonni |  |
|                       |                    |                          |                       |  |  |       |  |  | Butvydas |  |  | …         |  |
|                       |                    |                          |                       |  |  |       |  |  | Butvydas |  |  | …         |  |
|                       |                    | …                        |                       |  |  |       |  |  | Butvydas |  |  |           |  |
| Gediminas             |                    |                          |                       |  |  |       |  |  | Butvydas |  |  |           |  |
|                       |                    | …                        | …                     |  |  |       |  |  |          |  |  |           |  |
|                       |                    | …                        | …                     |  |  |       |  |  |          |  |  |           |  |
|                       |                    | …                        | …                     |  |  |       |  |  |          |  |  |           |  |
| Algirdas              |                    | …                        |                       |  |  |       |  |  |          |  |  |           |  |
|                       |                    | Ivan di Polack           | …                     |  |  |       |  |  |          |  |  |           |  |
|                       |                    | Ivan di Polack           | …                     |  |  |       |  |  |          |  |  |           |  |
|                       |                    | Ivan di Polack           | …                     |  |  |       |  |  |          |  |  |           |  |
| Jewna di Polack       |                    | Ivan di Polack           |                       |  |  |       |  |  |          |  |  |           |  |
|                       |                    | …                        | …                     |  |  |       |  |  |          |  |  |           |  |
|                       |                    | …                        | …                     |  |  |       |  |  |          |  |  |           |  |
|                       |                    | …                        | …                     |  |  |       |  |  |          |  |  |           |  |
| Skirgaila             |                    | …                        |                       |  |  |       |  |  |          |  |  |           |  |
|                       | Michail Jaroslavič | Jaroslav III di Vladimir |                       |  |  |       |  |  |          |  |  |           |  |
|                       | Michail Jaroslavič | Jaroslav III di Vladimir |                       |  |  |       |  |  |          |  |  |           |  |
|                       | Michail Jaroslavič | Ksenija                  |                       |  |  |       |  |  |          |  |  |           |  |
| Alessandro I di Tver' | Michail Jaroslavič |                          |                       |  |  |       |  |  |          |  |  |           |  |
|                       |                    | Anna di Kašin            | Dimitrij Borisovič    |  |  |       |  |  |          |  |  |           |  |
|                       |                    | Anna di Kašin            | Dimitrij Borisovič    |  |  |       |  |  |          |  |  |           |  |
|                       |                    | Anna di Kašin            | …                     |  |  |       |  |  |          |  |  |           |  |
| Uliana di Tver'       |                    | Anna di Kašin            |                       |  |  |       |  |  |          |  |  |           |  |
|                       |                    | Jurij I di Galizia       | Leone I di Galizia    |  |  |       |  |  |          |  |  |           |  |
|                       |                    | Jurij I di Galizia       | Leone I di Galizia    |  |  |       |  |  |          |  |  |           |  |
|                       |                    | Jurij I di Galizia       | Costanza d'Ungheria   |  |  |       |  |  |          |  |  |           |  |
| Anastasia di Galizia  |                    | Jurij I di Galizia       |                       |  |  |       |  |  |          |  |  |           |  |
|                       |                    | Eufemia di Cuiavia       | Casimiro I di Cuiavia |  |  |       |  |  |          |  |  |           |  |
|                       |                    | Eufemia di Cuiavia       | Casimiro I di Cuiavia |  |  |       |  |  |          |  |  |           |  |
|                       |                    | Eufemia di Cuiavia       | Eufrosina di Opole    |  |  |       |  |  |          |  |  |           |  |
|                       |                    | Eufemia di Cuiavia       |                       |  |  |       |  |  |          |  |  |           |  |